# Марченко, Алексей Андреевич
Марченко Алексей Андреевич (род. 16 июня 1955) — украинский политик.
Аппарат ВР Украины, руководитель секретариата фракции НП (с 09.2002).

## Биография
Родился 16.06.1955 (с. Байбузы, Черкасский район, Черкасская область); украинец.
Образование: Украинская сельскохозяйственная академия (1978), ученый-агроном; Киевский институт политологии и социологии управления (1991), политолог.
В 07.2002 — кандидат в народные депутаты Украины, выб. окр. № 201, Черкасс. обл., самовыдвижение. За 10,00 %, 5 с 19 соперниками. На время выборов: временно не работал, беспартийный.
В 04.2002 — кандидат в народные депутаты Украины, выб. окр. № 201, Черкасс. обл., выдвинут. Выбор. блоком политических партий "Демократическая партия Украины — партия «Демократический союз». За 19,06 %, 2 с 12 прет. На время выборов: нар. деп. Украины, член партии «Демократический союз». Выборы признаны недействительными.
Народный депутат Украины 3 созыва в 03.1998-04.2002, выб. окр. № 201, Черкасс. обл. На время выборов: председатель Черкасской райгосадминистрации. Член фракции НДП (05.1998-02.99); член Комитета по вопросам аграрной политики и земельных отношений (с 07.1998), чл. группы «Возрождение регионов» (02.1999-04.2001, с 02.2001 — уполномоченный председателя), чл. фракции Партии «Демократический союз» (с 04.2001); гол. подкомитета Комитета по вопросам аграрной политики и земельных отношений (с 04.2000).
В 1972-73 гг. — колхозник, колхоз «Искра» Черкасского р-на. В 1973-78 гг. — студент, Украинская сельскохозяйственная академия. В 1978-80 гг. — зав. агрохимцентра, колхоз «Искра». В 1980-83 — на комсомольской работе. В 1983-86 — директор, совхоз «Черкасский», г. Черкассы. В 1986-89 — на парт. работе. В 1989-92 — председатель, Черкасский райисполком. 04.1992-02.95 — Представитель Президента Украины в Черкасском районе. В 1994-04.98 гг. — глава Черкасского райсовета народных депутатов. В 07.1995-04.98 — председатель, Черкасской райгосадминистрации. В 2000-02 — член партии «Демократический союз».

## Награды
- Заслуженный работник сельского хозяйства Украины (08.2001).

## Ссылка
- rada.gov.ua